# Karel Kovařovic
Karel Kovařovic, né le 9 décembre 1862 à Prague – mort le 6 décembre 1920 dans la même ville, est un compositeur tchécoslovaque. Il fut directeur de l'opéra de Prague et du Théâtre national de Prague.

## Source
- (en) Cet article est partiellement ou en totalité issu de l’article de Wikipédia en anglais intitulé « Karel Kovařovic » (voir la liste des auteurs).